# Harriet Beecher Stowe
Harriet Elizabeth Beecher Stowe, nascida Harriet Elizabeth Beecher (Litchfield, Connecticut, 14 de junho de 1811 — Hartford, 1 de julho de 1896) foi uma abolicionista e escritora estadunidense.
Stowe escreveu 30 livros, incluindo romances, três memórias de viagens e coleções de artigos e cartas. Ela foi influente tanto por seus escritos quanto por suas posições e debates públicos sobre as questões sociais da época. O mais famoso é o romance Uncle Tom's Cabin ("A Cabana do Pai Tomás"), alcançou uma audiência de milhões como romance e peça, e tornou-se influente nos Estados Unidos e na Grã-Bretanha, energizando forças antiescravistas no norte estadunidense, enquanto provocava raiva generalizada no sul. Quando encontrou o presidente Abraham Lincoln, ele disse que foi ela que, com seu livro, causou a Guerra Civil.

## Vida e trabalho
Harriet Beecher Elisabeth nasceu em Litchfield, Connecticut, em 14 de Junho de 1811. Ela foi a sexta de 11 crianças nascidas de franco calvinista pregador Lyman Beecher. Sua mãe foi sua primeira esposa, Roxana (Foote), uma mulher profundamente religiosa que morreu quando Stowe tinha apenas cinco anos. O avô materno de Roxana era o general Andrew Ward da Guerra Revolucionária. Seus irmãos incluíam uma irmã, Catharine Beecher, que se tornou uma educadora e autora, bem como irmãos que se tornaram ministros: incluindo Henry Ward Beecher, que se tornou um famoso pregador e abolicionista, Charles Beecher e Edward Beecher.
Harriet se matriculou no Seminário Feminino de Hartford dirigido por sua irmã mais velha Catharine. Lá ela recebeu algo que as meninas raramente obtinham, uma educação acadêmica tradicional, com foco em clássicos, línguas e matemática. Entre seus colegas de classe estava Sarah P. Willis, que mais tarde escreveu sob o pseudônimo de Fanny Fern.
Em 1832, aos 21 anos, Harriet Beecher mudou-se para Cincinnati, Ohio, para se juntar a seu pai, que havia se tornado presidente do Seminário Teológico Lane. Lá, ela também se juntou ao Semi-Colon Club, um salão literário e clube social cujos membros incluíam as irmãs Beecher, Caroline Lee Hentz, Salmon P. Chase (futuro governador de Ohio e secretário do Tesouro do presidente Lincoln), Emily Blackwell e outras. O comércio e o transporte marítimo de Cincinnati no rio Ohio estavam crescendo, atraindo vários migrantes de diferentes partes do país, incluindo muitos escravos fugitivos, caçadores de recompensas procurando por eles e imigrantes irlandeses que trabalharam nos canais e ferrovias do estado. Em 1829, a etnia irlandesa atacou os negros, destruindo áreas da cidade, tentando expulsar esses concorrentes em busca de empregos. Beecher conheceu vários afro-americanos que sofreram nesses ataques, e a experiência deles contribuiu para que ela escrevesse mais tarde sobre a escravidão.
Harriet também foi influenciada pelos "Debates da escravidão". O maior evento já ocorrido em Lane (faculdade teológica presbiteriana em Walnut Hills, Ohio), foi a série de debates travados em 18 dias em fevereiro de 1834, entre os defensores da colonização e da abolição, vencidos de forma decisiva por Theodore Weld e outros abolicionistas. Elisabeth participou da maioria dos debates.:171 Seu pai e os curadores, com medo de mais violência dos brancos antiabolicionistas, proibiram qualquer discussão sobre o assunto. O resultado foi um êxodo em massa dos alunos de Lane, juntamente com um curador solidário e um professor, que se mudaram como um grupo para o novo Oberlin Collegiate Institute depois que seus curadores concordaram, por uma votação acirrada e amarga, em aceitar estudantes independentemente de "raça" e permitir discussões de qualquer tópico.
Foi no clube literário de Lane que ela conheceu o Rev. Calvin Ellis Stowe, um viúvo que era professor de Literatura Bíblica no seminário. Os dois se casaram no seminário em 6 de janeiro de 1836.

## Trabalhos selecionados

### Livros

#### Romances
- «Uncle Tom's Cabin; or, Life Among the Lowly». The National Era. 5 de junho de 1851 (Os dois primeiros capítulos da versão serializada com 40 números.) (Versão digitalizada de toda a série por University of Virginia.)
- Uncle Tom's Cabin, or, Life among the Lowly. Boston & Cleveland: J.P. Jewett; Jewett, Proctor & Worthington. 1852 (Publicado em 2 volumes; estereotipado por Hobart & Robbins.) (Uma edição do volume 1853 é disponível por HathiTrust.)
- Uncle Tom's Cabin: The Great American Novel, to be completed in six weekly numbers, price one penny each Saturday. London: Vickers. 7 de agosto de 1852 (Title from first number.)
- Uncle Tom's Cabin; or, The History of a Christian Slave. Londres: Partridge and Oakey. 1852 (First English illustrated edition.) (Cópia digital disponível por HathiTrust.)
- Dred, A Tale of the Great Dismal Swamp. Boston: Phillips, Sampson. 1856
- Our Charley and What to do with Him. Boston: Phillips, Sampson. 1858
- The Minister's Wooing. New York: Derby and Jackson. 1859
- The Pearl of Orr's Island: A Story of the Coast of Maine. Boston: Ticknor and Fields. 1862 (livro disponível em Project Gutenberg.)
- Agnes of Sorrento. Boston: Ticknor and Fields. 1862 (Cópia digital disponível por Archive.org)
- Oldtown Folks. Montreal; London: Dawson; Sampson Low, Son & Marston. 1869 (Cópia digital disponível por UPenn Digital Library)
- Little Pussy Willow. Boston: Fields, Osgood. 1870 (1871 cópia digital disponível por Internet Archive.)
- Pink and White Tyranny; A Society Novel. Boston: Roberts Brothers. 1871 (livro disponível em Project Gutenberg.)
- My Wife and I: or, Harry Henderson's History. Boston; New York: Houghton, Mifflin and Co.; J.B. Ford and Company. 1871 (Cópia digital disponível por HathiTrust.)
- Six of One by Half a Dozen of the Other. Boston: Roberts Brothers. 1872 (m coautoria com Adeline D.T. Whitney, Lucretia P. Hale, Frederic W. Loring, Frederic B. Perkins e Edward E. Hale.) (Cópia digital disponível por Google Books.)
- We and our Neighbors; or, The Records of an Unfashionable Street: A Novel. New York: J.B. Ford & Company. 10 de janeiro de 1875 [1875]. (Sequel to My wife and I.) (Cópia digital disponível por HathiTrust.)

#### Drama
- The Christian Slave. A Drama founded on a Portion of Uncle Tom's Cabin. Boston: Phillips, Sampson & Company. 1855 (Drama ou versão de leitura baseada em Uncle Tom's Cabin.) (Cópia digital disponível por HathiTrust.)

#### Poesia
- Religious Poems. Boston: Ticknor and Fields. 1867 (Cópia digital disponível por Internet Archive.)

#### Não ficção
- A New England Sketchbook. Lowell [Mass.]: A. Gilman. 1834 (Como Harriet E. Beecher.)
- Earthly Care, A Heavenly Discipline. Boston: The American Tract Society [ca. 1845].
- «A New Year's Dream». The Christian Keepsake, and Missionary Annual, for MDCCCXLIX. n.l.: Brower, Hayes & Co. [1849].
- History of the Edmonson Family. Andover, Mass.: The Author 1852?. (Livro publicado pela própria empresa para arrecadar fundos para educar Emily e Mary Edmonson, ex-escravas resgatadas por uma subscrição pública em 1848, apoiada por Stowe.)
- A Key to Uncle Tom's Cabin, presenting the original facts and documents upon which the story is founded together with corroborative statements verifying the truth of the work. Boston, Cleveland, London: John P. Jewett & Co.; Jewett, Proctor & Worthington; Low and Company. 1853 (Cópia digital disponível por HathiTrust.)
- Sunny Memories of Foreign Lands. Boston; New York: Phillips, Sampson, and Company; J.C. Derby. 1854 (Cópia digital disponível porHathiTrust: Volume I e Volume II.)
- First Geography for Children. Boston: Philips, Sampson and Co. 1855 (Cópia digital disponível por HathiTrust.)
- Stories about our Dogs. Edinburgh: William P. Nimmo [1865]. (Nimmo's Sixpenny Juvenile Series.) (Cópia digital disponível por University of Florida's George A. Smathers Library.)
- House and Home Papers. Boston: Ticknor and Fields. 1865 (Publicado sob o nome de Christopher Crowfield.) (Cópia digital disponível por Archive.org.)
- Little Foxes. Boston: Ticknor and Fields. 1866 (Publicado sob o nome de Christopher Crowfield.) (Cópia digital disponível por Archive.org.)
- Men of our Times; or, Leading Patriots of the Day. Being narratives of the lives and deeds of statesmen, generals, and orators. Including biographical sketches and anecdotes of Lincoln, Grant, Garrison, Sumner, Chase, Wilson, Greeley, Farragut, Andrew, Colfax, Stanton, Douglass, Buckingham, Sherman, Sheridan, Howard, Phillips and Beecher. Hartford, Conn.; New York: Hartford Publishing Co.; J.D. Denison. 1868 (Cópia digital disponível por HathiTrust.)
- The Chimney Corner. Boston: Ticknor and Fields. 1868 (Publicado sob o nome de Christopher Crowfield.) (Cópia digital disponível por HathiTrust.)* The American Woman's Home; or, Principles of Domestic Science being a guide to the formation and maintenance of economical, healthful, beautiful, and Christian homes. New York; Boston: J.B. Ford and Company; H.A. Brown & Co. 1869 (Escrito com Catherine Beecher.) (Digitized version at MSU Historic American Cookbook Project.) Versão do livro didático: Principles of Domestic Science as Applied to the Duties and Pleasures of Home: A Text-book for the use of Young Ladies in Schools, Seminaries, and Colleges. New York: J.B. Ford and Company. 1870 (Cópia digital disponível por Archive.com.)
- The Lives and Deeds of our Self-made Men. Hartford, Conn.: Worthington, Dustin. 1872 (Cópia digital disponível por Archive.org.)
- Lady Byron Vindicated: A History of the Byron Controversy, from its beginning in 1816 to the present time. Boston: Fields, Osgood, & Co. 1870 (-book disponível em Project Gutenberg.)
- Palmetto-Leaves. Boston: J.R. Osgood and Company. 1873 (Cópia digital disponível por Archive.org.)
- Woman in Sacred History: A Series of Sketches Drawn from Scriptural, Historical, and Legendary Sources. New York: J.B. Ford and Company. 1873 (A cópia digital da impressão de 1874 está disponível em Archive.org.)
- Footsteps of the Master. New York: J.B. Ford & Company. 1877 (Cópia digital disponível por HathiTrust.)
- Bible Heroines, Being Narrative Biographies of Prominent Hebrew Women in the Patriarchal, National, and Christian Eras, Giving Views of Women in Sacred History, as Revealed in the Light of the Present Day. New York: Fords, Howard, & Hulbert. 1878 (Cópia digital disponível por HathiTrust.)
- Poganuc People: Their Loves and Lives. New York: Fords, Howard, & Hulbert. 1878 [1878]. (Cópia digital disponível por Hathi Trust.)
- He's Coming Tomorrow. Boston: James H. Earle [publicado entre 1889-83]. (Cópia digital da edição de 1901 publicada por Fleming N. Revell, hospedada por Archive.org.)
- A Dog's Mission; or, The Story of the Old Avery House and Other Stories. New York: Fords, Howard, and Hulbert. 1880 (Coleção de histórias infantis composta por "A Dog's Mission," "Lulu's Pupil," "The Daisy's First Winter," "Our Charley," "Take Care of the Hook," "A Talk about Birds," "The Nest in the Orchard" e "The Happy Child".) (Cópia digital disponível por HathiTrust.)

### Coleções

##### Publicadas durante sua vida
- The Mayflower; or, Sketches of Scenes and Characters among the Descendants of the Pilgrims. New York: Harper & Brothers. 1843 (Consists of the stories: "Love versus Law," "The Tea-rose," "Trials of a Housekeeper," "Little Edward," "Let Every Man Mind His Own Business," "Cousin William," "Uncle Tim," "Aunt Mary," "Frankness," "The Sabbath," "So many Calls," "The Canal-boat," "Feeling," "The Sempstress," "Old Father Morris."(Cópia digital disponível por Archive.org.)
- Uncle Sam's Emancipation; Earthly Care, A Heavenly Discipline; and Other Sketches. Philadelphia: W.P. Hazard. 1853 (Consiste nos seguintes esboços: "Account of Mrs. Beecher Stowe and her Family," "Uncle Sam's Emancipation," "Earthly Care, A Heavenly Discipline," "A Scholar's Adventure in the Country," "Children," "The Two Bibles," "Letter from Maine, No. 1," "Letter from Maine, No. 2," "Christmas; ou, The Good Fairy.") (Cópia digital disponível por HathiTrust.)
- Evergreen: Being the Smaller Works of Mrs. H. Beecher Stowe. Belfast: Alex. S. Mayne. 1853 (Uma coleção de obras composta por: "The New Year's Gift," "The Bible, The Source of Sure Comfort," "Make to Yourselves Driends," "Earthly Care, A Heavenly Discipline," "So Many Calls," "Learn of Children," "Anti-slavery Meeting in Glasgow, Letter from Mrs. Stowe to Dr Wardlaw.")
- Queer Little People. Boston: Ticknor and Fields. 1868 (Publicado sob o nome de Christopher Crowfield.) (Cópia digital disponível por HathiTrust.) (Consiste nas seguintes histórias: "The Hen That Hatched Ducks," "The Nutcracker of Nutcracker Lodge," "The History of Tip-Top," "Miss Katy-Did and Miss Cricket," "Mother Magpie's Micschief," "The Squirrels that Live in a House," "Hum, the Son of Buz," "Our Country Neighbors," "Our Dogs," "Dogs and Cats," "Aunt Esther's Rules," "Aunt Esther's Stories," "Sir Walter Scott and his Dogs" e "Country Neighbors Again.")
- Oldtown Fireside Stories. Boston: J.R. Osgood. 1872 (Cópia digital disponível por HathiTrust.) (Consiste nas histórias: "The Ghost in the Mill," "The Sullivan Looking-Glass," "The Minister's Housekeeper," "The Widow's Bandbox," "Captain Kidd's Money," "'Mis' Elderkin's Pitcher'," "The Ghost in the Cap'n Brownhouse.")
- Betty's Bright Idea [and Other Stories]. New York: J.B. Ford & Company. 1876 (Além da história do título, o livro inclui "Deacon Pitkin's Farm" e "The First Christmas of New England".) (Cópia digital disponível por HathiTrust.)
- Sam Lawson's Oldtown Fireside Stories. Boston; New York: Houghton, Mifflin and Company. 1887 (Cópia digital disponível por HathiTrust.) (Consists of: "The Ghost in the Mill," "The Sullivan Looking-Glass," "The Minister's Housekeeper," "The 2idow's Bandbox," "Captain Kidd's Money," "'Mis' Elderkin's pitcher'," "The Ghost in the Cap'n Brown House," "Colonel Eph's Shoebuckles," "The Bull-Fight," "How to Fight the Devil," "Laughin' in Meetin'," "Tom Toothacre's Ghost Story," "The Parson's Horse-Race," "Oldtown Fireside Talks of the Revolution" and "A Student's Sea Story.")
- Life of Harriet Beecher Stowe Compiled from her Letters and Journals by her son, Charles Edward Stowe. Boston; New York: Houghton Mifflin and Company. 1889 (Cópia digital disponível por HathiTrust.)

##### Publicações póstumas
- The Writings of Harriet Beecher Stowe. Boston: Houghton, Mifflin & Co. 1896 17 Volumes. (Uma cópia digital, hospedada pela HathiTrust, está vinculada a cada número de volume: Vol. I e Vol. II: Uncle Ton's Cabin and A Key to Uncle Tom's Cabin em dois volumes; Vol. III & Vol IV: Dread, A Tale of the Great Dismal Swamp and Antislavery Tales and Papers, and Life in Florida After the War; in two volumes Vol. V: The Minister's Wooing; Vol. VI: The Pearl of Orr's Island; Vol. VII: Agnes of Sorento; Vol. VIII: Household Papers and Stories; Vol. IX and Vol. X: Oldtown Folks and Sam Lawson's Oldtown Fireside Stories in two volumes; Vol. XI" Poganuc Peoples and Pink and White Tyranny; Vol. XII: My Wife and I; Vol. XIII: We and Our Neighbors; [Vol. XIV]: Stories, Sketches and Studies: "Uncle Lot," "Love versus Law," "The Tea Rose," "Aunt Mary," "Frankness," "Cousin William," "Mrs. A and Mrs. B; or, What She Thinks about It," "Which is the Liberal Man?" "The Canal Boat," "Feeling," "The Seamstress," "Old Father Morris," "The Coral Ring," "Art and Nature," "The New Year's Gift," "Our Wood Lot in Winter," "The Mourning Veil," "New England Ministers," "Betty's Bright Idea," Deacon Pritkin's Farm, The First Christmas of New England and Little Foxes; Vol. XV: Religious Studies, Sketches and Poems; Vol. XVI: Stories and Sketches for the Young: Queer Little People, Little Pussy Willow, The Minister's Watermelons, A Dog's Mission, Lulu's Pupil and The Daisy's First Winter; [Vol. XVII]: Life and Letters of Harriet Beecher Stowe ed. por Annie Field.)
- Kathryn Sklar, ed. (1982). Harriet Beecher Stowe: Three Novels. Nova York: Library of America. ISBN 978-0-94045001-1 (Contém Uncle Tom's Cabin, The Minister's Wooing and Oldtown Folks.)

### Histórias e artigos
- «Cousin William». The Boston Weekly Magazine. 1 (3): 19. 22 de setembro de 1838
- «Old Father Morris». Lady's Book: 145. Outubro de 1838
- «Flower Gathering». Southern Rose. 7 (4): 60. 13 de outubro de 1838
- «Trials of a Housekeeper». Godey's Lady's Book. XVIII: 4. Janeiro de 1839
- «Stealing Peaches». Episcopal Recorder. 16 (43): 172. 19 de janeiro de 1839
- «Olympiana». Lady's Book: 241. Junho de 1839
- «The Drunkard Reclaimed (I)». New York Evangelist. 10 (48): 1. 30 de novembro de 1839 e «The Drunkard Reclaimed (II)». New York Evangelist. 10 (40): 1. 7 de dezembro de 1839
- «Art and Nature». Lady's Book: 241. Dezembro de 1839
- "Mark Meriden" in E. Leslie, ed. (1841). Mr. and Mrs. Woodbridge with Other Tales. Providence, R.I.: Isaac H. Cady. p. 129 (Cópia digital disponível por HathiTrust.)
- «The Dancing School (I)». New York Evangelist. 14 (14): 1. 6 de abril de 1843 e «The Dancing School (II)». New York Evangelist. 14 (14): 1. 13 de abril de 1843
- «The Family Circle». Christian Reflector. 6 (19). 10 de maio de 1843
- «Feeling». New York Evangelist. 14 (16): 1. 20 de abril de 1843
- «Now we see through a glass darkly». New York Evangelist. 14 (23): 1. 8 de junho de 1843
- «The Bashful Cousin». Philanthropist. 7 (44): 4. 12 de julho de 1843
- «So Many Calls». Ladies Repository, and Gatherings of the West. 3: 278. Setembro de 1843
- «The Nursery (I)». The Youth's Companion. 17 (25): 98. 26 de outubro de 1843 e «The Nursery (II)». The Youth's Companion. 17 (26): 102. 2 de novembro de 1843
- «Which is the Liberal Man?». New York Evangelist. 15 (5): 1. 1 de fevereiro de 1844
- «Moralist and Miscellanist». Christian Reflector. 7 (6): 24. 8 de fevereiro de 1844
- «Mark Meriden». The Rover: A Weekly Magazine of Tales, Poetry, and Engravings. 3 (24): 376. 7 de agosto de 1844
- «Tales and Sketches of Real Life». Littell's Living Age. 2 (18): 339. 14 de setembro de 1844
- «Mary at the Cross». New York Evangelist. 15 (48): 192. 28 de novembro de 1844
- «Love and Fear». New York Evangelist. 15 (49): 196. 5 de dezembro de 1844
- «Immediate Emancipation – A Sketch». The Cincinnati Weekly Herald and Philanthropist. 9 (21): 2. 5 de fevereiro de 1845
- «Ladies' Department». Massachusetts Ploughman and New England Journal of Agriculture. 4 (24): 4. 15 de março de 1845
- «Narrative». The Youth's Companion. 18 (48): 190. 3 de abril de 1845
- «Slavery». Zion's Herald and Wesleyan Journal. 16 (15): 60. 9 de abril de 1845
- «The Interior or Hidden Life». New York Evangelist. 16 (16): 1. 17 de abril de 1845.
- «Uncle Abel and Little Edatrd». Zion's Herald and Wesleyan Journal. 16 (21): 1. 21 de maio de 1845.
- «A Tradition of the Church of Laodicea». Episcopal Recorder. 23 (28): 109. 27 de setembro de 1845
- «Children». New York Evangelist. 17 (3): 1. 15 de novembro de 1846
- «What will the American People do? (I)». New York Evangelist. 17 (5): 1. 29 de janeiro de 1846 and «What will the American People do? (II)». New York Evangelist. 17 (6): 1. 5 de fevereiro de 1846
- «Parents and Children». The New York Observer and Chronicle. 24 (32): 128. 8 de agosto de 1946
- «The Way to Live on Christ». Christian Watchman. 28 (2): 1. 8 de janeiro de 1847
- «Feelings». Godey's Magazine and Lady's Book. 36: 102. Fevereiro de 1848
- «The Coral Ring». Godey's Magazine and Lady's Book. 36: 340. Junho de 1848
- «Moral Tales (I)». The Youth's Companion. 22 (20): 77. 14 de setembro de 1848 e «Moral Tales (II)». The Youth's Companion. 22 (21): 81. 21 de setembro de 1848
- «Atonement – A Historical Reverie». New York Evangelist. 19 (52): 1. 28 de dezembro de 1948
- «A Little Child Shall Lead Them». Christian Parlor Magazine: 248. 1 de maio de 1850
- «The Freeman's Dream: A Parable». National Era. IV (31): 121. 1 de agosto de 1850
- «Earthly Care a Heavenly Discipline». New York Evangelist. 21 (1): 1. 1 de agosto de 1850
- «Heinrich Stilling». New York Evangelist. 22 (6): 1. 6 de fevereiro de 1851
- «The Two Altars; ou, Two Pictures in One (I)». New York Evangelist. 22 (24): 1. 12 de junho de 1851 e «The Two Altars; or, Two Pictures in One (II)». New York Evangelist. 22 (25): 1. 19 de junho de 1851 (Reimpresso em uma coleção dos principais abolicionistas com assinaturas fac-símile dos autores: Autographs for Freedom. London: Sampson Low, Son & Co. ; and John Cassell. 1853. p. 88 Digitado por Archive.org.)
- «The True Story of Lady Byron's Life». The Atlantic Monthly. 24: 295. Setembro de 1869